# 下红科乡
下红科乡，是中华人民共和国青海省果洛藏族自治州达日县下辖的一个乡镇级行政单位。

## 行政区划
下红科乡下辖以下地区：
达孜牧委会、色隆牧委会、哲格牧委会和那尼牧委会。